# Chlorochadisra pinheyi
Chlorochadisra pinheyi är en fjärilsart som beskrevs av Sergius G. Kiriakoff 1975. Chlorochadisra pinheyi ingår i släktet Chlorochadisra och familjen tandspinnare. Inga underarter finns listade i Catalogue of Life.